# Zhang Nan (gimnasta)
Zhang Nan (Pekín, China, 30 de abril de 1986) es una gimnasta artística china retirada, campeona del mundo en 2006 en el concurso por equipos, subcampeona del mundo en 2003 en el concurso general individual, y medallista olímpica (bronce), de nuevo en la general individual, en 2004.

## Carrera deportiva
En el Mundial celebrado en Anaheim en 2003, Estados Unidos, consigue la medalla de bronce en el concurso general individual, quedando tras la rusa Svetlana Khorkina y la estadounidense Carly Patterson.
En los JJ.OO. celebrados en Atenas en 2004 logra la medalla de bronce en el concurso general individual, quedando tras la estadounidense Carly Patterson y la rusa Svetlana Khorkina.
En el Mundial celebrado en Aarhus en 2006 consigue la medalla de oro en el concurso por equipos, quedando por delante de las estadounidenses y rusas; las otras cinco componentes de su equipo fueron: Zhou Zhuoru, He Ning, Cheng Fei, Pang Panpan y Li Ya.